# Harreberg
Harreberg (deutsch Haarberg, lothringisch Hoerberj) ist eine französische Gemeinde mit 365 Einwohnern (Stand 1. Januar 2022) im Département Moselle in der Region Grand Est (bis 2015 Lothringen). Sie gehört zum Arrondissement Sarrebourg-Château-Salins.

## Geografie
Die Gemeinde Harreberg liegt etwa zwölf Kilometer südöstlich von Sarrebourg auf der Wasserscheide zwischen den Einzugsgebieten von Saar und Zorn in den Vogesen.

## Bevölkerungsentwicklung
| Jahr      | 1962 | 1968 | 1975 | 1982 | 1990 | 1999 | 2007 | 2019 |
| Einwohner | 321  | 326  | 333  | 340  | 369  | 352  | 382  | 382  |

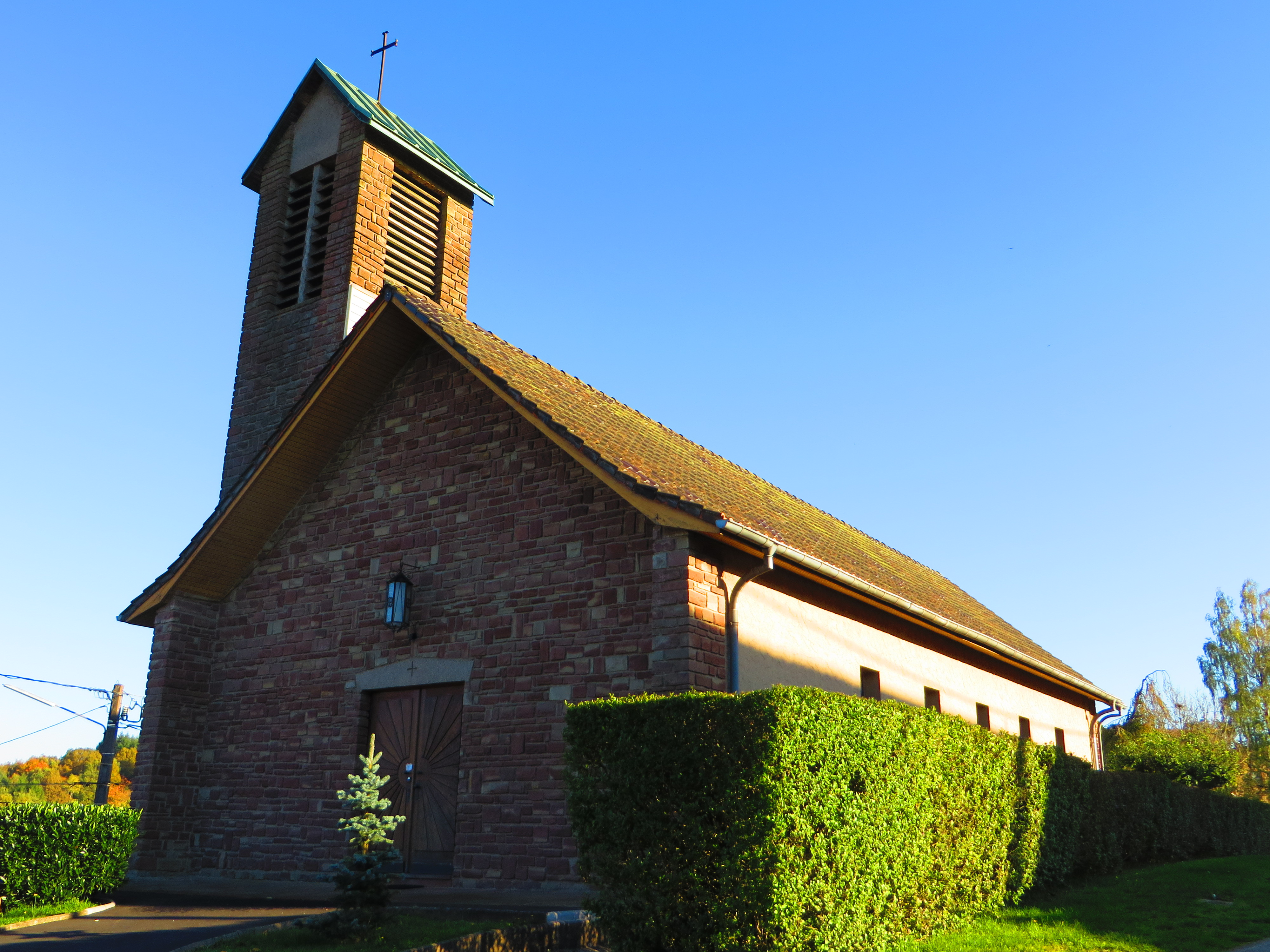
Kapelle Saint-Vincent
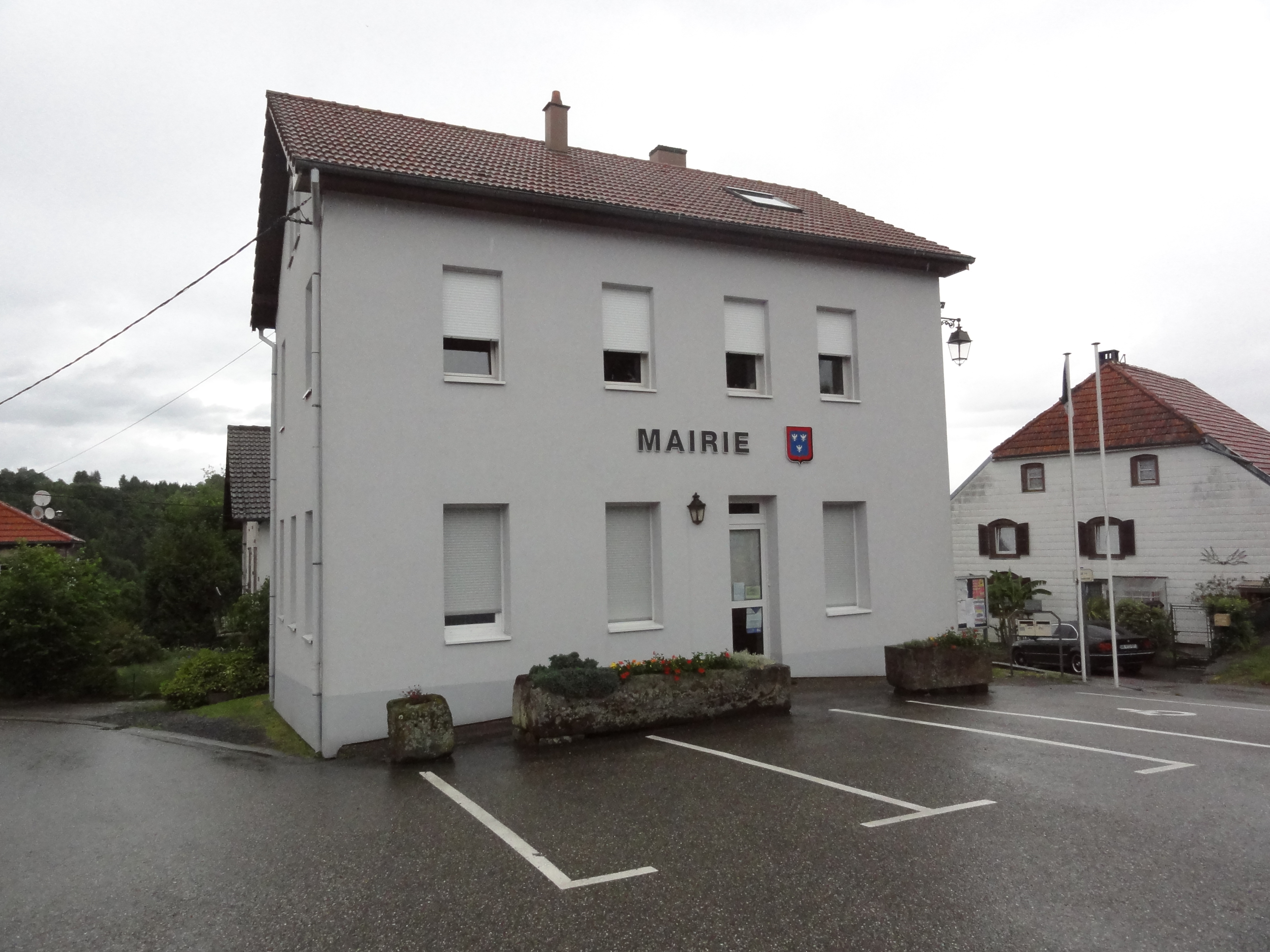
Mairie Harreberg
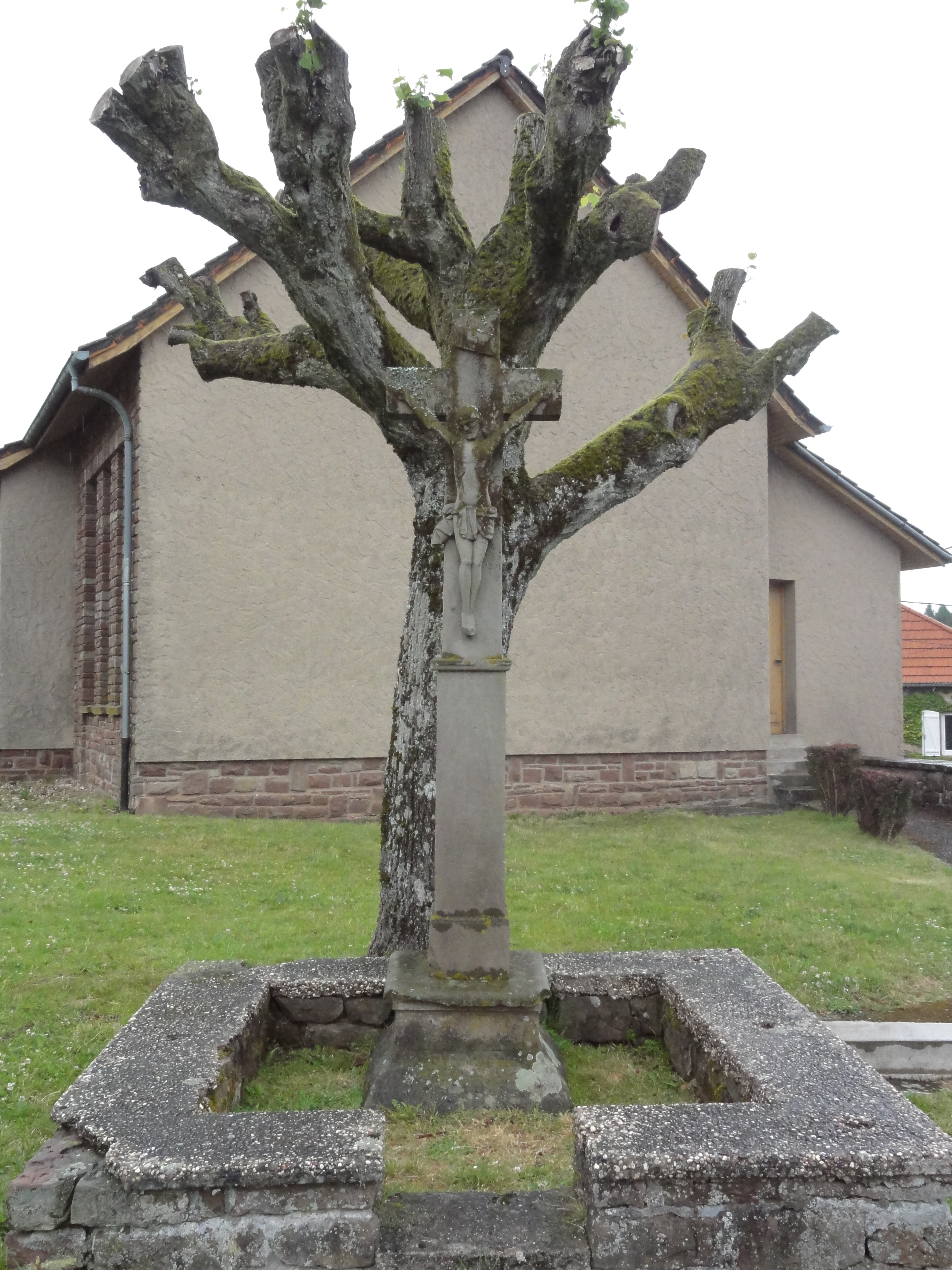
Wegkreuz
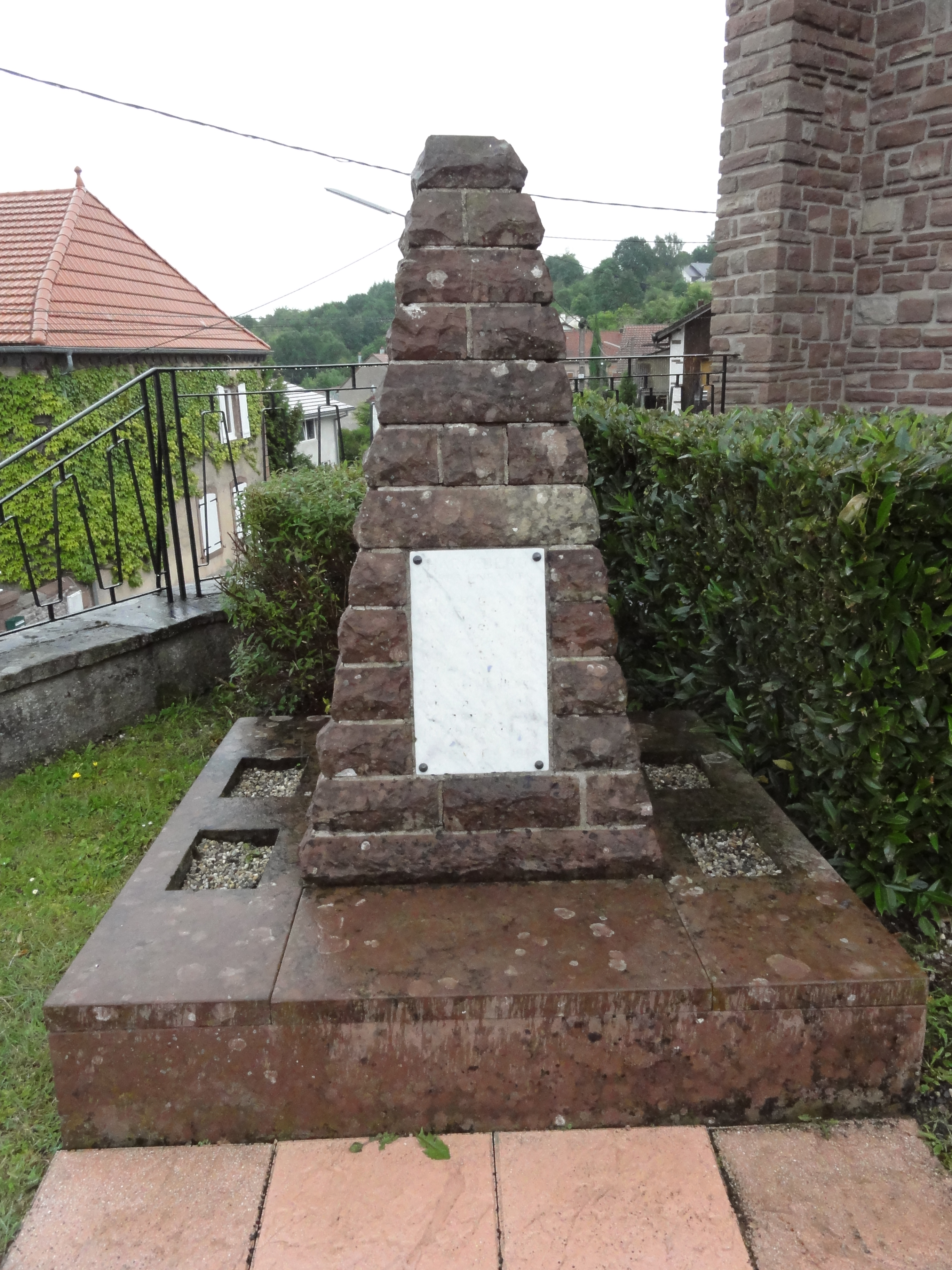
Gefallenendenkmal